# Mosquée de Sidi Yahya

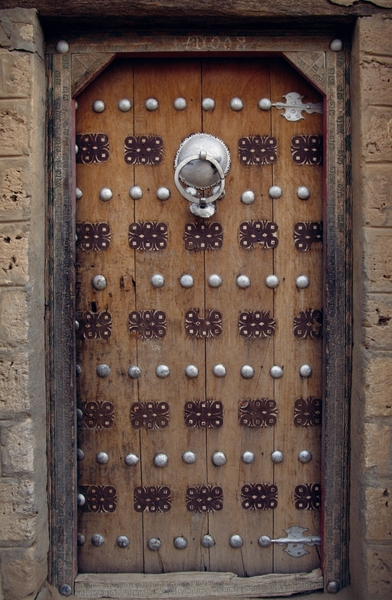
La porte sacrée principale

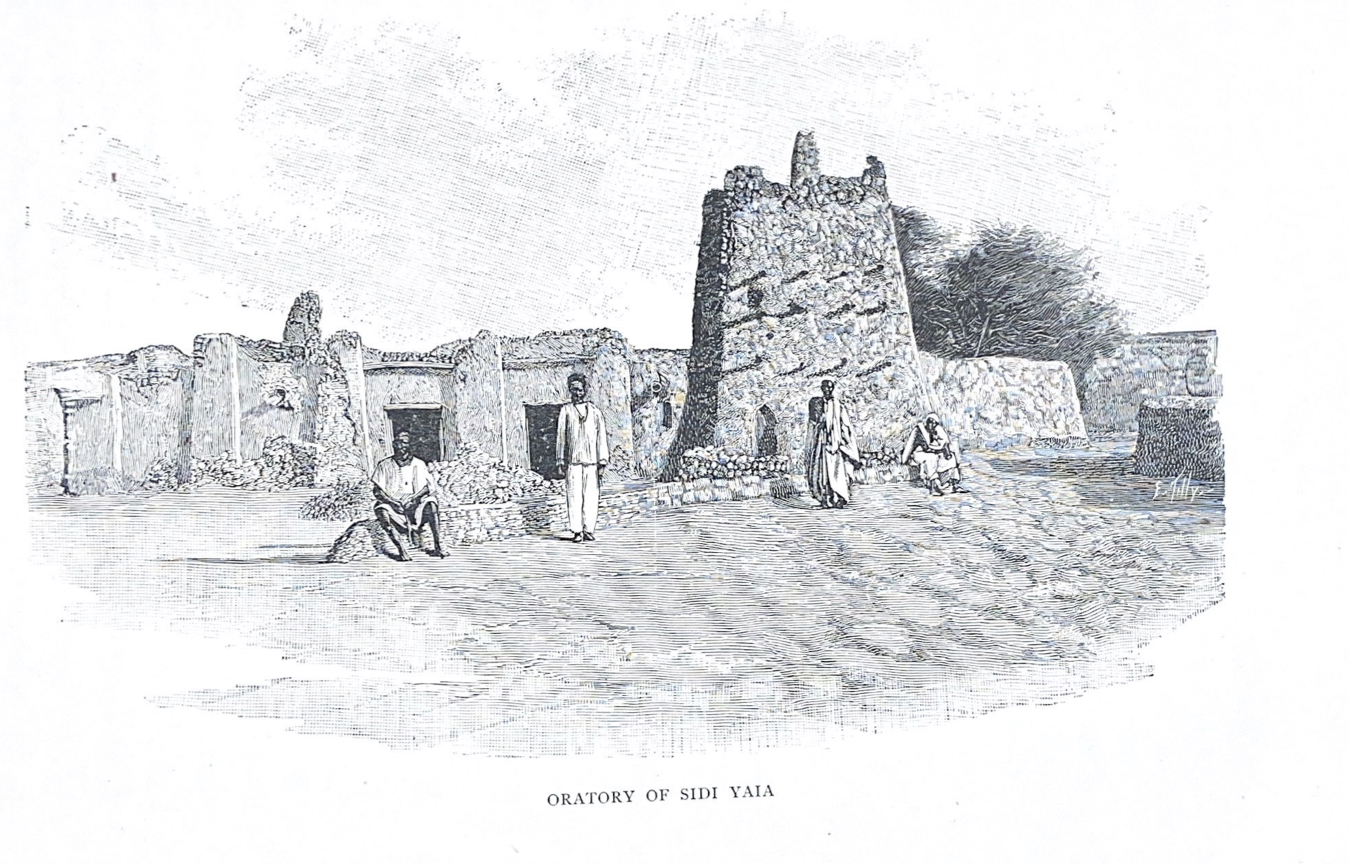
Croquis de l'Oratoire de Sidi Yahya de Félix Dubois lors de son exploration de l'Afrique occidentale.

La mosquée Sidi Yahya (arabe : جامع سيدي يحيى), également connue sous le nom de mosquée de Muhammad-n-Allah, est une mosquée et une Médersa de Tombouctou au Mali. La construction de la mosquée commence en 1400 sous la direction du cheikh el-Mokhtar Hamalla de Tombouctou et s'est terminée en 1440.
La mosquée porte le nom de son premier imam, Sidi Yahya al-Tadelsi. Elle fait partie de l'université de Tombouctou, qui comprend les médersas de Sidi Yahya, Djinguereber et Sankoré. La mosquée est un exemple typique de l'architecture soudano-sahélienne en terre mais présente également des formes distinctives de plan et d'ornement. Des parties de la mosquée de Sidi Yahya sont détruites par les djihadistes d'Ansar Dine le 2 juillet 2012, à la suite de la bataille de Gao. Ces éléments sont ensuite reconstruits sous la direction de l'équipe de l'UNESCO.

## Histoire
La construction de la mosquée de Sidi Yahya, parfois écrite Sidi Yahia, commence en 1400 par Cheikh El-Mokhtar Hamalla. La mosquée Sidi Yahya est l'une des plus anciennes mosquées de Tombouctou et revêt une signification particulière : lorsque les Touareg sous leur chef Akil prennent le contrôle de Tombouctou en 1433, ils donnent la chefferie à Mohammed Naddi, un Senhaja de Chinguetti qui commande la mosquée. Il faut 40 ans pour le terminer. En 1441, Mohamed Naddah, le gouverneur de la ville de Tombouctou, nomma son ami proche Sidi Yahya al-Tadelsi, qui fut plus tard vénéré comme un saint, comme son premier imam. La tombe de Sidi Yayha est située dans la mosquée, ce qui signifie qu'elle attire historiquement de nombreux visiteurs, dont l'érudit le plus renommé de Tombouctou, Ahmad Baba. La construction de Sidi Yahya en médersa permet une expansion massive de l'échange de connaissances au Mali. On sait peu de choses sur la mosquée et ses imams dans l'intervalle de 1468 à 1583, seulement qu'elle est restaurée en 1569 par Qadi el-Aqib.
En 1990, le gouvernement du Mali demande l'admission de la ville de Tombouctou sur la liste du patrimoine mondial en péril de l'UNESCO en raison d'une menace d'empiètement de sable sur des bâtiments historiques, dont la mosquée Sidi Yahya. Alors que la communauté maintient Sidi Yahya mieux entretenu que les deux autres principales mosquées de Tombouctou, des années d'érosion, l'usure des fondations et un drainage inefficace menacent la structure. Après avoir adopté et mis en œuvre des recommandations pour protéger son architecture de l'organisation, Tombouctou est retiré de la liste en 2005.

## Caractéristiques et architecture notables
Sidi Yahya est de style soudano-sahélien et ressemble à ses mosquées sœurs de Tombouctou ainsi qu'à la célèbre Grande Mosquée de Djenné. La structure en terre est entièrement faite de matériaux indigènes et naturels. Chaque année, à cause de la pluie et de l'érosion, la communauté participe à un festival au cours duquel le banco, ou mélange de boue, est réappliqué sur le bâtiment. L'extérieur du bâtiment est parsemé de poutres apparentes en bois appelées torons qui sont utilisées pour grimper dans les parties supérieures de la mosquée pour appliquer une nouvelle couche de boue. Selon Prussin Labelle, l'architecture de la mosquée Sidi Yahya s'écarte légèrement de l'accent mis par l'architecture islamique traditionnelle sur la cosmologie. Au lieu de mettre l'accent sur la divinité et le ciel généralement exprimés par l'ornement et l'épigraphie, la mosquée Sidi Yahya utilise de l'argile, de la boue et de la roche pour réitérer la terre et les liens avec les ancêtres vivants et morts dont les corps physiques restent enterrés dans la mosquée. La permanence et la monumentalité sont les principaux objectifs des structures sociopolitiques africaines médiévales, et on pense que cette permanence se reflète dans les styles architecturaux basés sur la terre utilisés pour construire la mosquée Sidi Yahya. L'importance des terrassements et de l'architecture de style terre reflète les règles de signification ancestrale de l'Afrique médiévale. Les personnes qui construisent la mosquée avec d'autres monuments sont également des fossoyeurs et des fabricants de tombes, incorporant davantage la nature sacrée de la Terre et de ses ancêtres dans son style.
Sidi Yahya ressemble étroitement à d'autres mosquées célèbres de Tombouctou, telles que les mosquées Sankore et Djinguereber. Cependant, des différences essentielles distinguent la mosquée Sidi Yahya. Les portes de la mosquée Sidi Yahya sont basses et richement conçues, montrant l'influence marocaine de l'époque où la ville est sous l'autorité touareg de Maghsharan (vers 1400-1468). Sur le plan architectural, le bâtiment contient une salle de prière couverte, des cours intérieures, des portes en bois et des ouvertures voûtées. Un seul minaret aux arcs brisés s'élève au-dessus de la mosquée et de la cour d'honneur mais n'atteint pas la hauteur des deux autres grandes mosquées de la ville. La cour est ensuite transformée en cimetière qui n'est plus utilisé. Les imams de la mosquée sont enterrés dans une zone souterraine au nord du bâtiment où les prières du soir et du matin sont récitées. Il contient également des logements pour la garde de la mosquée. Une cour extérieure plus petite est utilisée comme espace de lecture lors de la célébration de la naissance du prophète Mahomet. Le toit de la mosquée, comme d'autres bâtiments à Tombouctou, est soutenu par du bois de l'arbre indigène ronnier, recouvert de couches de boue pour former l'extérieur en plâtre. Par rapport aux autres mosquées de Tombouctou, celle-ci bénéficie d'un plus grand soin et entretien.

## Profanation
À l'été 2012, des membres d'Ansar Dine, un groupe lié à Al-Qaïda, défoncent les portes de la mosquée, qui selon la légende ne devaient s'ouvrir qu'à la fin des temps. La justification par les djihadistes de la destruction des sanctuaires et des mausolées de la ville est qu'ils contredisaient l'interprétation stricte de l'islam. En plus de la mosquée, les tombes incrustées dans sa surface extérieure sont également profanées. Ils affirment que la vénération pour le site est idolâtre, car il est dit que des visites quotidiennes au tombeau de l'imam Sidi Yahya apporteraient des bénédictions aux croyants. Le groupe offre ensuite environ 100 dollars américains pour réparer la mosquée, ce qui est refusé par l'imam Alpha Abdoulahi. L'année suivante, un kamikaze d'Ansar Dine détruit des fenêtres et une porte de la mosquée et compromet la stabilité de son minaret. En 2016, la Cour pénale internationale reconnait Ahmad al-Faqi al-Mahdi, un participant aux attaques de 2012 contre les monuments de Tombouctou, coupable de crimes de guerre.

## Restauration
En 2013, la restauration de la mosquée Sidi Yahya, considérée par les habitants de Tombouctou comme un symbole historique protecteur de la ville, est réalisée par des menuisiers locaux avec le soutien de l'UNESCO. En janvier 2013, un programme de remise en état commence dans le but de reconstruire les mausolées, églises et autres monuments du pays qui sont endommagés ou détruits lors des attentats de 2012. La restauration de ces monuments et la restitution des manuscrits historiques sont poursuivies par l'UNESCO et le gouvernement du Mali. La Directrice générale de l'UNESCO, Irina Bokova, a salué l'entreprise, soulignant l'importance de la protection du patrimoine pour la résilience des communautés. « La réinstallation de la porte sacrée, monument religieux et culturel de Tombouctou, marque une nouvelle étape décisive dans l'œuvre de reconstruction et de consolidation de la paix au Mali. Cela, ainsi que la reconstruction des mausolées de Tombouctou et le procès des responsables de leur destruction devant la Cour pénale internationale, envoie un message fort à tous les extrémistes. » Avec le soutien des charpentiers locaux et de l'UNESCO, la porte sacrée de Sidi Yahya est restaurée le 19 septembre 2016. La restauration du minaret de la mosquée est achevée en 2019.